# Ko Lai Chak
Ko Lai Chak (chiń. upr. 高礼泽; chiń. trad. 高禮澤; pinyin Gāo Lǐzé; ur. 10 maja 1976) – hongkoński tenisista stołowy, medalista olimpijski.
Zawodnik dwukrotnie reprezentował Hongkong na igrzyskach olimpijskich - w 2004 w Atenach (w parze z Li Ching srebrny medal w grze podwójnej mężczyzn), i w 2008 w Pekinie. Wielokrotny medalista innych międzynarodowych imprez sportowych.